# Château de Querqueville
Le château de Querqueville est une demeure, du XVIIIe siècle, qui se dresse sur l'ancienne commune française de Querqueville, dans le département de la Manche, en région Normandie.

## Localisation
Le château est situé, à 450 mètres au sud-sud-est de l'église Notre-Dame de Querqueville, au sein de la commune nouvelle de Cherbourg-en-Cotentin, dans le département français de la Manche.

## Historique
Le château de Querqueville est bâti vers 1730 dans la vallée des Floris. Il est brièvement occupé, en 1758, par les Anglais lors de leur débarquement offensif en Normandie.
En 1777, il est la possession de Jean-Baptiste, Pierre et Auguste Bardou, avant de passer à la famille de Couville. Jean-Baptiste Bardou, dernier seigneur de Querqueville, mourut en 1794 dit-on de frayeur à l'annonce de sa comparution devant le tribunal révolutionnaire.
En 1811, Napoléon Ier lorsqu'il qui vint à Saint-Lô et à Cherbourg le visite et aurait déclaré qu'il en ferait volontiers sa résidence d'été, ce qui n'eut jamais lieu. Il échut entre les mains de Robert Hyacinthe Augustin Lefèvre de la Grimmonière, qui sera maire Querqueville de 1812 à 1830. Au milieu du XIXe siècle, le château est la possession d'Henri Lucas de Couville.
Depuis 1935, le château est la propriété de la commune de Querqueville qui a décidé d'y établir la mairie.

## Description
Le château de Querqueville se présente sous la forme d'un long bâtiment quadrangulaire, composé de caves à demi enterrées, d'un rez-de-chaussée surélevé et d'un étage.
Sa façade s'agrémente en son milieu d'un large pavillon peu saillant, que borde deux pilastres en pierres de granit surmonté d'un fronton triangulaire. Il est percé au rez-de-chaussée d'une porte centrale à laquelle on accède par un perron en léger fer à cheval et à l'étage d'une seule grande fenêtre.
Les deux ailes comporte deux registres de quatre fenêtres à arc surbaissé de chaque côté. À chaque extrémité de ces ailes, un pavillon à une fenêtre au rez-de-chaussée et une fenêtre à l'étage rappelle le pavillon central. Le toit avec sa pente moyenne laisse dépassé huit souches de cheminées. Les combles prennent le jour en façade par trois petites lucarnes assez simples. Deux dans chacune des deux ailes et une dans les pavillons d'extrémité.
La largeur assez peu commune du château, comporte également, un pavillon central, sous fronton triangulaire percé de deux fenêtres au rez-de-chaussée ainsi qu'à l'étage. De ce coté ce qui simule les ailes n'a que la largeur d'une fenêtre à chaque niveau et une lucarne de chaque côté dans la toiture. Comme partout ailleurs,  les fenêtres sont à linteaux surbaissés.